# V451
V451 أو لقاح في451 (بالإنجليزية: V451 vaccine)‏، هو لقاح مرشح سابق ضد مرض فيروس كورونا، كانت جامعة كوينزلاند تعمل على تطويره وإنتاجه بالتعاون مع شركة «مختبرات الكومنولث للأمصال» (بالإنجليزية: Commonwealth Serum Laboratories)‏، وكان من المقرر أن يُعطى عن طريق الحقن العضلي.
في 11 ديسمبر 2020، ألغي تطوير اللقاح بعد ظهور مؤشرات زائفة لإصابة المتطوعين ضمن المرحلة الأولى من التجارب السريرية بفيروس نقص المناعة البشرية المسبب لمرض الإيدز، وقد بلغ عدد المتطوعين في تلك المرحلة 216 شخصًا. ظهرت المؤشرات بسبب تصميم اللقاح، حيث استخدم الباحثون بروتين فيروس نقص المناعة البشرية، بوصفه تقنية تثبيت جزيئي تحقق الاستقرار في لقاح المشبك الجزيئي، وهو الأمر الذي أدى إلى ظهور مؤشرات غير دقيقة بإصابة المتطوعين بالإيدز، وهو ما دفع الحكومة الأسترالية إلى إلغاء صفقة شراء 50 مليون جرعة من اللقاح بسبب مخاوف كبيرة من إحجام الأستراليين على أخذ اللقاح وبسبب تداخل مؤشرات اللقاح مع مؤشرات الإصابة بالإيدز، ما دفع الجهات المطورة للقاح إلى إلغائه بعد 11 شهرًا من الدراسات والأبحاث، وقبل الوصول إلى المرحلة الثانية والثالثة من التجارب السريرية.